# Atletika na Letních olympijských hrách 1932 – 100 metrů muži
 Běh na 100 metrů mužů na Letních olympijských hrách 1932 se uskutečnil ve dnech 31. července až 1. srpna v Los Angeles. 

## Výsledky finálového běhu
| *                | jméno              | země                   | čas   |
| ---------------- | ------------------ | ---------------------- | ----- |
| Zlatá medaile    | Eddie Tolan        | Spojené státy americké | 10,38 |
| Stříbrná medaile | Ralph Metcalfe     | Spojené státy americké | 10,38 |
| Bronzová medaile | Arthur Jonath      | Německo                | 10,50 |
| 4                | George Simpson     | Spojené státy americké | 10,53 |
| 5                | Danie Joubert      | Jihoafrická unie       | 10,60 |
| 6                | Takayoshi Yoshioka | Japonsko               | 10,79 |